# Alessandro Repetti
Alessandro Repetti (Genova, 13 novembre 1822 – Roma, 18 giugno 1890) è stato un editore, giornalista, ufficiale tipografo italiano, dal 1846 ebbe anche la nazionalità svizzera e dal 1867 fu anche cittadino statunitense.

## Biografia
Prima collaborò, poi dal 1847 divenne proprietario, della Tipografia Elvetica di Capolago in Ticino (Svizzera), che sotto la sua guida ebbe un notevole sviluppo pubblicando opere di chiara impronta risorgimentale e federalista.
Nel 1859 emigrò negli Stati Uniti dove combatté nella guerra di secessione come comandante della Garibaldi Guard.
Rientrato in Svizzera nel 1862 per motivi di salute, nel 1863 fu promosso al grado di maggiore dello Stato maggiore generale dell'esercito svizzero. Lo stesso anno tornò nuovamente negli Stati Uniti come aiutante del colonnello svizzero Augusto Fogliardi di Melano.
Rientrato infine a Milano nel 1867, aprì una piccola tipografia, tornando a fare l'editore.